# Петерсбак
Петерсбак (фр. Petersbach) — коммуна на северо-востоке Франции в регионе Гранд-Эст (бывший Эльзас — Шампань — Арденны — Лотарингия), департамент Нижний Рейн, округ Саверн, кантон Ингвиллер. До марта 2015 года коммуна административно входила в состав упразднённого кантона Ла-Птит-Пьер (округ Саверн).
Площадь коммуны — 8,88 км², население — 709 человек (2006) с тенденцией к снижению: 657 человек (2013), плотность населения — 74,0 чел/км².

## Население
Население коммуны в 2011 году составляло 674 человека, в 2012 году — 666 человек, а в 2013-м — 657 человек.
| 1962 | 1968 | 1975 | 1982 | 1990 | 1999 | 2006 | 2008 | 2011 | 2012 | 2013 |
| ---- | ---- | ---- | ---- | ---- | ---- | ---- | ---- | ---- | ---- | ---- |
| 705  | 704  | 740  | 793  | 725  | 694  | 709  | 689  | 674  | 666  | 657  |

Динамика населения:

## Экономика
В 2010 году из 425 человек трудоспособного возраста (от 15 до 64 лет) 325 были экономически активными, 100 — неактивными (показатель активности 76,5 %, в 1999 году — 68,8 %). Из 325 активных трудоспособных жителей работали 298 человек (166 мужчин и 132 женщины), 27 числились безработными (11 мужчин и 16 женщин). Среди 100 трудоспособных неактивных граждан 22 были учениками либо студентами, 54 — пенсионерами, а ещё 24 — были неактивны в силу других причин.